# Gallirallus
Gallirallus is een monotypisch geslacht van vogels uit de familie van de rallen (Rallidae). De enige soort is:
- Gallirallus australis – Weka